# Andrew Urlaub
Andrew Urlaub (* 12. April 2001) ist ein US-amerikanischer Skispringer.

## Werdegang
Andrew Urlaub debütierte am 12. und 13. Februar 2016 bei zwei Wettbewerben in Eau Claire, Wisconsin im FIS Cup, wo er einmal Platz 32 belegte und einmal disqualifiziert wurde; seitdem startet er regelmäßig bei Wettbewerben im FIS Cup, wobei sein bestes Ergebnis bisher (Stand März 2019) ein fünfter Platz in Park City, Utah am 20. Dezember 2018 war.
Durch einen Sieg beim FIS-Wettbewerb am 14. September 2018 auf der Mittelschanze der Schanzenanlage Trambulina Valea Cărbunării im rumänischen Râșnov gewann Urlaub den FIS-Carpath-Cup 2018/19 vor Radu Păcurar und Radek Selcer.
Bei den Nordischen Junioren-Skiweltmeisterschaften 2018 im Schweizerischen Kandersteg belegte Urlaub im Einzelwettbewerb den 50. Platz sowie im Mannschaftswettbewerb zusammen mit Decker Dean, Hunter Gibson und Casey Larson den 12. Platz. Beim Mixed-Teamwettbewerb wurde er zusammen mit Logan Sankey, Annika Belshaw und Casey Larson 10. Ein Jahr später belegte er bei den Junioren-Skiweltmeisterschaften 2019 in Lahti im Einzelwettbewerb den 27. Platz, im Mannschaftswettbewerb erreichte er mit Canden Wilkinson, Decker Dean und Greyson Scharffs nur den 13. Platz, im Mixed-Teamwettbewerb mit Paige Jones, Annika Belshaw und Greyson Scharffs den 12. Platz.
Am 12. Januar 2019 debütierte Urlaub in Bischofshofen im Continental Cup und belegte hier Platz 53. Eine knappe Woche später konnte er im japanischen Sapporo als 29. seine ersten beiden Continentalcup-Punkte sammeln. Bei den Nordischen Skiweltmeisterschaften 2019 in Seefeld in Tirol erreichte Urlaub im Einzelwettbewerb von der Großschanze Platz 44, für den Wettbewerb von der Normalschanze konnte er sich als 51. der Qualifikation knapp nicht für den Wettbewerb qualifizieren. Im Mannschaftswettbewerb am 26. Februar 2019 belegte er zusammen mit Patrick Gasienica, Kevin Bickner und Casey Larson den 11. Platz.
Bei den Nordischen Junioren-Skiweltmeisterschaften 2020 in Oberwiesenthal sprang Urlaub auf den 18. Platz im Einzel und wurde darüber hinaus mit dem Team Zehnter sowie im Mixed Elfter.

## Erfolge
- Sieger FIS-Carpath-Cup 2018/19

## Statistik

### Weltcup-Platzierungen
| Saison  | Platz | Punkte |
| ------- | ----- | ------ |
| 2022/23 | 076.  | 005    |
| 2023/24 | 063.  | 004    |
| 2024/25 | 068.  | 001    |

### Grand-Prix-Platzierungen
| Saison | Platz | Punkte |
| ------ | ----- | ------ |
| 2021   | 081.  | 004    |
| 2022   | 054.  | 020    |

### Continental-Cup-Platzierungen
| Saison  | Sommer | Sommer | Winter | Winter | Gesamt | Gesamt |
| Saison  | Platz  | Punkte | Platz  | Punkte | Platz  | Punkte |
| ------- | ------ | ------ | ------ | ------ | ------ | ------ |
| 2018/19 | —      | —      | 101.   | 011    | 127.   | 011    |
| 2019/20 | 105.   | 011    | 081.   | 021    | 110.   | 032    |
| 2020/21 | —      | —      | 076.   | 016    | 083.   | 016    |
| 2021/22 | 019.   | 145    | 118.   | 001    | 059.   | 146    |